# Jared Leto
Pour les articles homonymes, voir Léto (homonymie).
Jared Joseph Leto, né le 26 décembre 1971 à Bossier City en Louisiane, est un acteur, chanteur, compositeur et réalisateur américain.
Il commence sa carrière d'acteur au début des années 1990, en incarnant un jeune à problèmes dans la série télévisée américaine Angela, 15 ans. Il se fait connaître du grand public en 2000, en incarnant un héroïnomane dans le drame indépendant Requiem for a Dream, de Darren Aronofsky.
Par la suite, il incarne plusieurs seconds rôles souvent d'adversaires : dans le thriller Panic Room (2002), le peplum Alexandre (2004), puis le thriller Lord of War (2005). Comme tête d'affiche, il suscite des avis partagés avec le drame indépendant Chapitre 27 (2007), mais il impressionne la critique européenne avec sa performance dans le film de science-fiction Mr Nobody (2009). Il reçoit un large éloge critique et remporte l'Oscar du meilleur acteur dans un second rôle pour sa performance dans le drame Dallas Buyers Club.
Par la suite, il revient aux rôles d'adversaires dans des projets plus commerciaux : il incarne le Joker dans Suicide Squad (2016) et Zack Snyder’s Justice League (2021), puis Neander Wallace dans Blade Runner 2049 (2017) et Michael Morbius dans Morbius (2022).
Parallèlement, il mène une carrière d'auteur-compositeur-chanteur-interprète avec le groupe rock Thirty Seconds to Mars, et a réalisé des clips musicaux sous le pseudonyme de Bartholomew Cubbins, inspiré par une œuvre de Theodor Seuss Geisel (Dr Seuss).

## Biographie

### Jeunesse
Jared Joseph Leto est né le 26 décembre 1971 à Bossier City, en Louisiane, aux États-Unis. Ses parents divorcent peu de temps après sa naissance et sa mère, Constance Metrejon, se remarie avec Carlo Leto, immigré italien, qui les adopte lui et son frère Shannon et leur donne son nom. Même si le couple ne dure pas, Jared Leto et son frère conservent le patronyme de leur beau-père. Shannon et lui ont un demi-frère, Robert Greenwood qui n'est jamais loin d'eux : en effet, on le retrouve comme caméraman dans le clip de Closer to the Edge et il apparait dans le clip Kings and Queens.
Sa mère déménage régulièrement pour s'installer dans des villes du Colorado, du Wyoming, de Virginie, jusqu'en Haïti. À douze ans, Jared Leto fait la plonge dans un restaurant grill. Pendant cette période relativement mouvementée, les deux garçons sont encouragés à développer leurs capacités artistiques. Ayant grandi en écoutant les disques de groupes comme Led Zeppelin, Pink Floyd, The Cure, les deux frères commencent à apprendre à jouer de la musique.
Quelques années plus tard, il étudie la peinture à l'Université des Arts de Philadelphie, puis il s'intéresse à l'art dramatique et étudie le cinéma à la School of Visual Arts de New York.

### Formation
- Newton North High School - Diplômé en 1989
- Flint Hill School, Oakton, Virginie
- Emerson Preparatory School, Washington, DC
- University of the Arts in Philadelphia, Pennsylvanie — il y étudie la peinture
- School of Visual Arts, New York — il y étudie la réalisation cinématographique. Il réalise et joue dans son propre court-métrage, Crying Joy.

### Carrière cinématographique

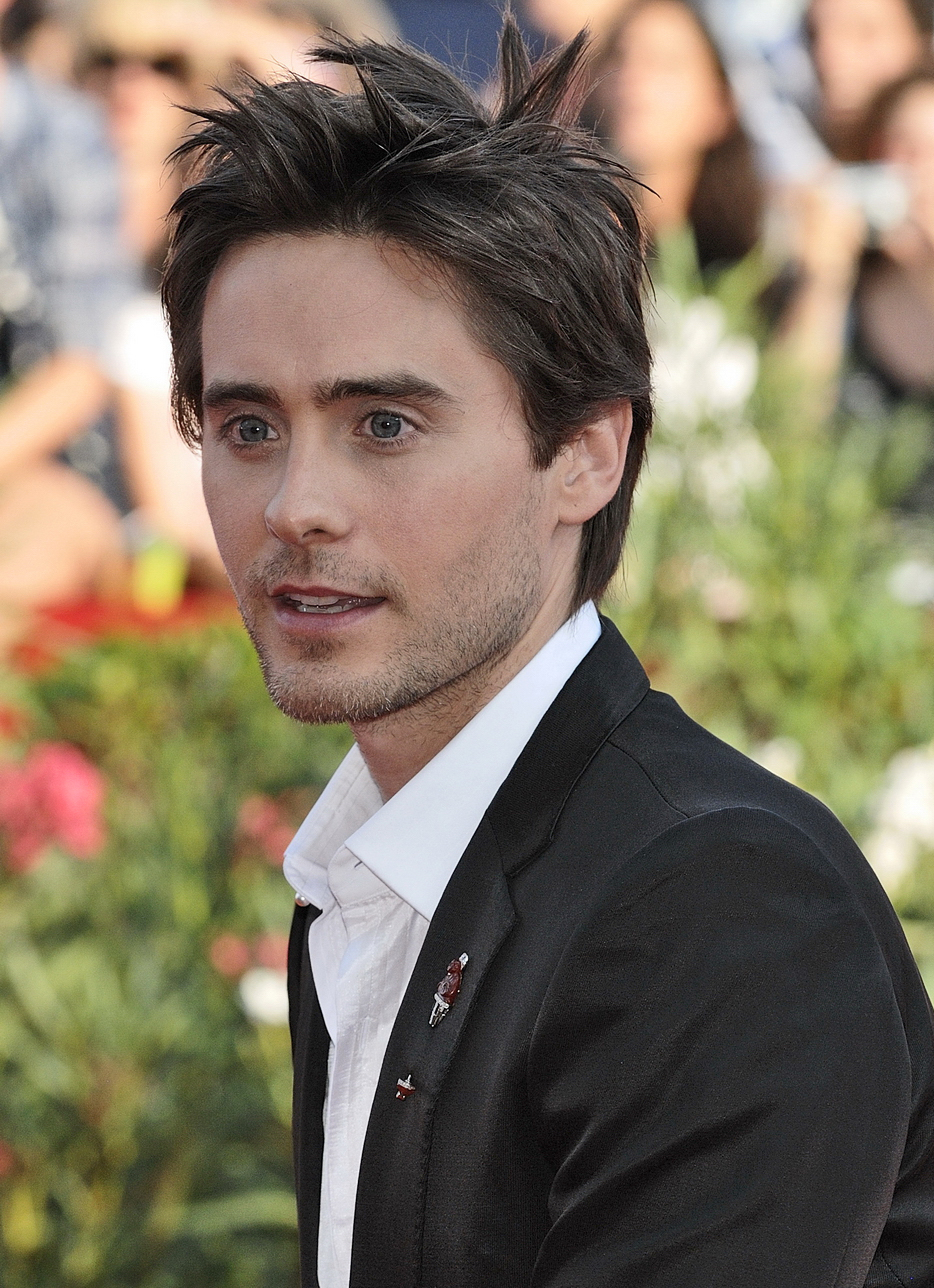
L'acteur au 66e Festival de Venise 2009, pour la présentation de Nobody.

En 1992, à vingt-et-un ans, le jeune homme part à Los Angeles. En 1994, il se fait connaître en jouant le rôle de Jordan Catalano aux côtés de Claire Danes dans la série dramatique Angela, 15 ans, qui est arrêtée prématurément par la chaine faute d'audiences, et malgré d'excellentes critiques.
À la fin des années 1990, le jeune acteur se lance dans le cinéma, sous la direction de réalisateurs prestigieux : il apparait dans le film de guerre La ligne rouge (1998), de Terrence Malick, le film d'horreur Urban Legend (1998) de Jamie Blanks, le thriller Fight Club (1999), de David Fincher, le drame Une vie volée (1999), de James Mangold, puis le thriller psychologique très controversé American Psycho (2000). La même année, sa performance est saluée dans le drame indépendant de Darren Aronofsky, Requiem for a Dream, adaptation d'un roman d'Hubert Selby, Retour à Brooklyn, pour lequel il perd treize kilos afin d'entrer dans la peau d'un jeune junkie.
Par la suite, il continue à accepter des seconds rôles dans de grosses productions, tout en tentant de s'imposer comme tête d'affiche de films indépendants. Ainsi, en 2002, il retrouve David Fincher pour incarner l'antagoniste du thriller Panic Room, mais il tient aussi le premier rôle du drame indépendant Highway, avec Jake Gyllenhaal et Selma Blair. Le film passe cependant inaperçu. En 2004, il incarne donc le personnage secondaire d'Héphaestion dans le drame historique très attendu d'Oliver Stone, Alexandre, porté par Colin Farrell et Angelina Jolie. L'année suivante, il joue le rôle du frère de Nicolas Cage, tête d'affiche du thriller Lord of War, écrit et réalisé par Andrew Niccol. Puis il incarne un tueur en série dans le thriller historique Cœurs perdus, écrit et réalisé par Todd Robinson. Malgré un casting rassemblant John Travolta, James Gandolfini et Salma Hayek, le film ne convainc pas.
En raison de ses engagements auprès de son groupe de rock, Thirty Seconds to Mars, créé avec son frère en 1998, il décline certains rôles comme  celui du film de guerre Mémoires de nos pères (2006), de Clint Eastwood.
En 2007, l'acteur essuie un véritable flop : poursuivant son affinité avec les personnages déséquilibrés, il interprète Mark David Chapman, l'assassin de John Lennon dans le thriller à petit budget, Chapitre 27 , écrit et réalisé par Jarrett Schaefer, qu'il produit également. Le premier rôle féminin est confié à Lindsay Lohan. Comme pour son rôle dans Requiem for a Dream, le comédien joue avec son poids et accepte de prendre près de trente kilos dans cette aventure. Mais cette fois, les critiques sont très mauvaises et le box-office très décevant.
Il renoue avec la critique deux ans plus tard, en tenant le premier rôle de la coproduction internationale dirigée par Jaco Van Dormael, le drame de science-fiction Mr Nobody, dans laquelle il joue Nemo Nobody aux côtés de Diane Kruger, Sarah Polley et Linh Dan Pham. À la suite de ce succès, il entame une pause pour se consacrer à la musique.
Cinq ans plus tard, il fait un comeback remarqué à Hollywood en incarnant le rôle d'une transgenre atteinte du sida dans le drame Dallas Buyers Club, de Jean-Marc Vallée, avec Matthew McConaughey, dans le rôle principal et Jennifer Garner. Son interprétation du rôle de Rayon, pour lequel il a dû perdre entre 13 et 19 kilos, lui vaut de nombreuses récompenses parmi les cercles de critiques et dans différentes cérémonies, dont celle des Golden Globes en 2014 (Meilleur acteur dans un second rôle) et l'Oscar du meilleur acteur dans un second rôle le 2 mars 2014.
Il accepte dans la foulée un projet commercial. Le 2 mars 2015, il entame une nouvelle transformation physique pour le nouveau film dans lequel il joue : Suicide Squad. Il y interprète le rôle emblématique du Joker, pire ennemi de Batman. Pour ce faire, il change radicalement d'apparence. Le film, sorti le 3 août 2016, fonctionne au box-office mondial, mais essuie de très mauvaises critiques, son interprétation du Joker, dans une version gangster tatoué, n'étant d'après les critiques pas au niveau des acteurs ayant interprété le rôle avant lui.
En 2017, il incarne le méchant dans un autre blockbuster très attendu, Blade Runner 2049, réalisé par Denis Villeneuve. Les critiques sont cette fois excellentes, mais le box-office décevant. Il accepte de revenir dans un premier rôle, presque dix ans après Mr Nobody : c’est pour le thriller américano-japonais The Outsider, réalisé par Martin Zandvliet, et disponible exclusivement sur Netflix. Les critiques sont encore plus mauvaises que pour Chapitre 27.
En 2019, alors que sortent les premières images de Joker, nouveau film de Todd Phillips, qui retrace les origines du personnage avec Joaquin Phoenix incarnant le personnage mythique, l'acteur tourne un autre film adapté de comic-books, des éditions rivales de DC Comics, Marvel : Morbius, où il incarne le personnage éponyme, sous la direction de Daniel Espinosa. Des rumeurs rapportées par The Hollywood Reporter laissent entendre que Leto aurait été déçu et en colère contre la production d'un film sur le Joker sans lui et aurait tenté de faire annuler la production du film. Le film reçoit des critiques très négatives dans la presse américaine. Sur l'agrégateur américain Rotten Tomatoes, il ne récolte que 16% d'opinions favorables pour 241 critiques. Par ailleurs, le film a reçu deux prix lors des Razzie Awards 2023 : pire acteur pour Jared Leto et pire actrice dans un second rôle pour Adria Arjona. Il a également été nommé dans d'autres catégories : pire film de l'année, pire réalisateur pour Daniel Espinosa, pire scénario pour Matt Sazama (en) et Burk Sharpless (en). Morbius a été sélectionné 1 fois dans diverses catégories et n'a remporté aucune récompense. De même, Morbius a été nommé parmi les pires films de l'année lors des Hawaii Film Critics Society Awards de 2023.
Leto est le troisième acteur à passer de l'univers de DC Comics à celui de Marvel, après Michael Keaton (Batman dans Batman et Batman : le Défi) et Tom Hardy (Bane dans The Dark Knight Rises), dans le Vautour de Spider-Man : Homecoming et Venom dans le film homonyme.
En 2021, il incarne Paolo Gucci dans le film House of Gucci, retraçant l'histoire de la maison de couture. Le film reçoit des critiques partagées dans la presse. Si les prestations des acteurs et actrices sont globalement louées, la presse pointe du doigt le ton du film ainsi que son montage. Les résultats au box-office sont cependant positifs. Le film reçoit plusieurs nominations dans diverses cérémonies dont une pour l'Oscar des meilleurs maquillages et coiffures.
En octobre 2022, émerge un projet de film dans lequel il incarnera le couturier Karl Lagerfeld dont il sera le réalisateur. Le producteur reste à trouver.

### Carrière musicale
Jared Leto est le guitariste, claviériste, bassiste, chanteur et compositeur principal du groupe rock Thirty Seconds to Mars aux côtés de son frère Shannon à la batterie et de Tomo Milicevic à la guitare et aux claviers. Le groupe a sorti cinq albums, l'album éponyme 30 Seconds to Mars en 2002 qui eut un succès modéré[Qui ?], A Beautiful Lie sorti en 2005 qui fait accéder le groupe à un succès plus large [réf. nécessaire], This Is War en 2009 puis Love, Lust, Faith and Dreams en mai 2013, qui accroit encore plus le succès du groupe. Leur cinquième album, America, sort en avril 2018. Le second album, plus accessible et plus personnel, est aussi marqué par l'implication accrue de Jared Leto, qui en plus de l'écriture des chansons, passe derrière la caméra sous le pseudonyme de Bartholomew Cubbins pour réaliser le clip du second single du groupe The Kill sous la forme d'un petit-court métrage aux nombreuses références cinématographiques et symboliques, ce qui vaut au clip de nombreuses récompenses[Qui ?]. C'est en 2006 que le groupe a réalisé sa première tournée en tête d'affiche Forever Night, Never Day à travers tous les États-Unis.

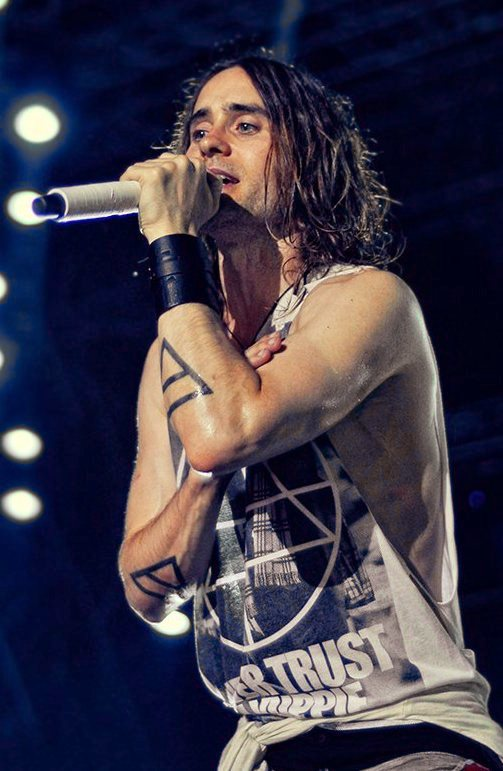
Jared Leto en 2013.

En novembre 2006, le groupe sort le clip vidéo du troisième single de leur second album From Yesterday, véritable court-métrage de treize minutes et trente secondes en version longue, également réalisé par Jared Leto sous son pseudonyme. Ce fut le premier clip vidéo d'un groupe de rock américain filmé dans son intégralité dans la Cité interdite à Pékin, en république populaire de Chine.
Au début de l'année 2007, le groupe fit sa première tournée en Europe, avant de revenir aux États-Unis pour l'édition 2007 de la tournée Taste of Chaos. Le groupe est depuis revenu en Europe pour participer à quelques festivals de rock au printemps 2007, puis plus récemment pour une tournée en hiver 2008.
Au début de l'année 2008, est aussi sorti le clip vidéo du quatrième et dernier single du groupe, A Beautiful Lie. Entièrement tournée au Groenland sur des glaciers fissurés par les effets du réchauffement climatique, cette nouvelle vidéo du groupe est un message d'alerte et de sensibilisation pour la sauvegarde de l'environnement et de la nature.
La maison de disques de Thirty Seconds to Mars, Virgin Records, a annoncé le 4 janvier 2007 que le deuxième album du groupe a été certifié Disque de Platine (avec plus d'un million de copies écoulées). Jared Leto a gagné le prix de Prince of Darkness aux Fuse Fangoria Chainsaw Awards de 2006.
Par ailleurs, en 2008, Virgin Records a intenté un procès contre le groupe pour « avoir failli à ses obligations ». En effet, Thirty Seconds to Mars refusait de sortir les trois albums requis dans le contrat. Selon la loi, un contrat peut être rompu après sept ans ; celui que le groupe avait signé à l’époque était de neuf ans. Virgin Records demandait donc trente millions de dollars de dédommagement. Le procès a été annulé.

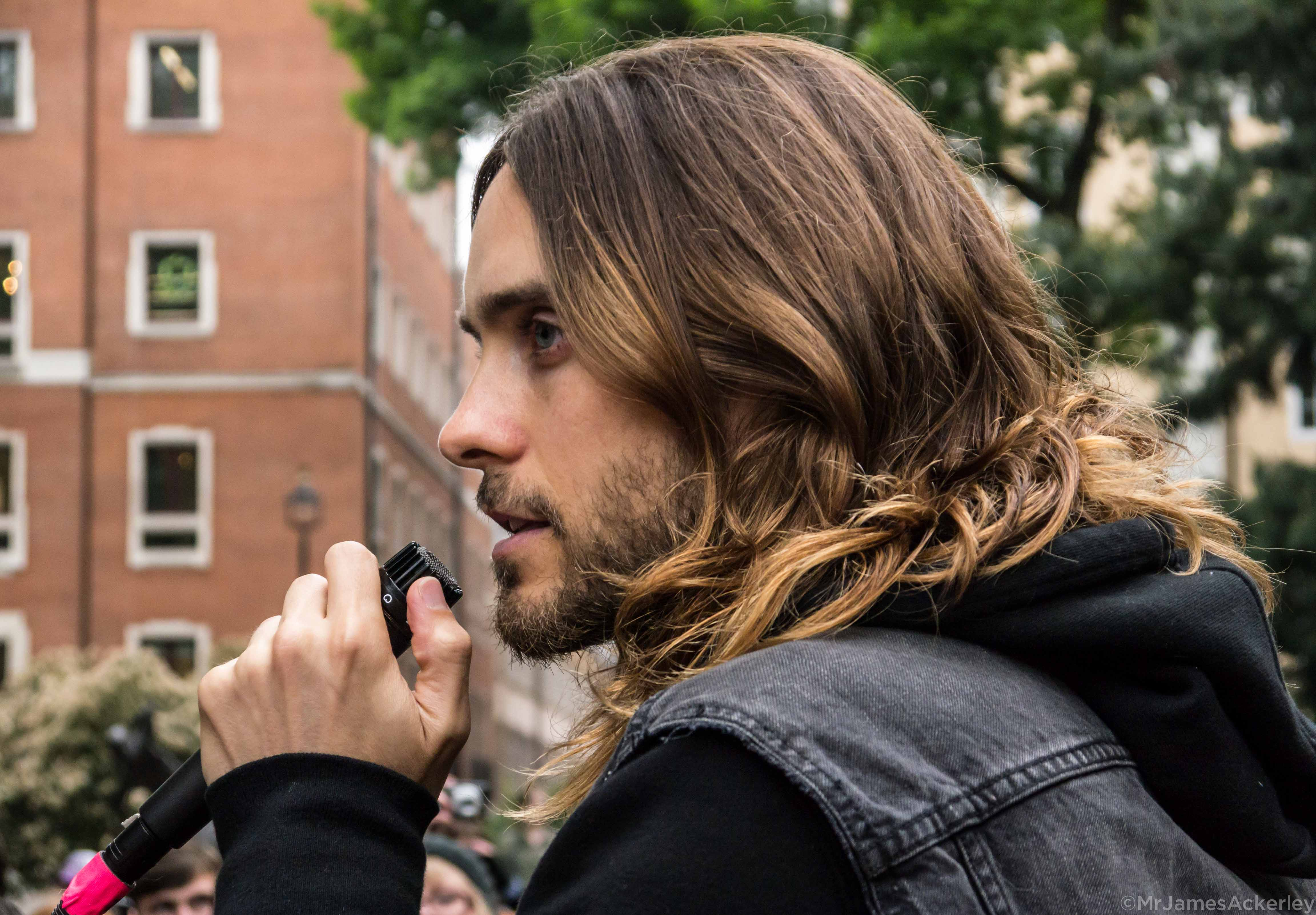
Jared Leto à Londres, en 2013.

Le procès de Virgin Records en 2008 contre le groupe ainsi que l'élaboration de leur 3e album studio This Is War a donné lieu à un documentaire de 105 minutes baptisé Artifact réalisé par Jared leto, sous le pseudonyme Bartholomew Cubbins. Jared Leto travaille sur ce film depuis près de 3 ans et demi. Le film fut projeté pour la première fois au Festival international du film de Toronto 2012 le 14 septembre 2012. Artifact narre et montre le groupe pendant une période trouble de leur carrière mais aussi de leur vie. En effet, on les voit douter, se remettre en question et attendre avec anxiété la suite du cauchemar. Ce documentaire montre deux parties distinctes : l'histoire du groupe (procès et Making-Of de This Is War) et la véritable situation des artistes lorsqu'ils ne sont pas en conformité avec leur maison de disques. Ce documentaire a pour but de montrer au public que l'industrie musicale actuelle tourne principalement autour de l'argent et en oublie même l'aspect artistique et créatif du métier, au détriment des artistes. Plusieurs artistes témoignent et font leur apparition tels que Chester Bennington, Annabelle Wallis, Steve Lillywhite, Bam Margera et bien d'autres.
En 2012, Jared Leto indiqué dans une interview donnée à Rolling Stone, être le propriétaire d'une nouvelle technologique, le VyRT, qui a déjà permis au groupe de diffuser à travers le monde le 300e concert de sa dernière tournée, en échange de l'achat d'un billet virtuel pour une dizaine de dollars.
En octobre 2013, est sorti ensuite le clip vidéo de la chanson City of Angels, issue de leur album Love, Lust, Faith and Dreams, très précieuse aux yeux du groupe cette chanson retraçant le parcours de Jared et de son frère Shannon a pour but de rendre hommage à la célèbre "Cité des Anges", Los Angeles. Le clip, sous la direction ici de Jared Leto et non pas celle de Bartholomew Cubbins, se présente par différentes interviews auprès de célébrités telles que Kanye West, Lily Collins, Olivia Wilde, Selena Gomez, Lindsay Lohan ou encore auprès de sosies tels que celui de Marilyn Monroe ou même Michael Jackson. Ces témoignages personnels font appel aux sentiments de chaque personnalité ainsi qu'aux évènements, bons ou mauvais, qu'a pu leur apporter la cité des anges. Le clip, dont certaines prises de vue ressemblent fortement à celles de Kings and Queens, issu de l'album This Is War, nous montre la ville de Los Angeles.

### Sous le pseudonyme de Bartholomew Cubbins
- Si vous ne connaissez pas le sujet, laissez ce bandeau (vous pouvez alors contacter les auteurs).
- Si vous supprimez le contenu mis en cause (vous pouvez préalablement contacter les auteurs),

argumentez précisément cette suppression dans la page de discussion
(un manque de référence n'est pas un argument ; une recherche réelle de référence doit avoir été effectuée, être formellement documentée).
Bartholomew Cubbins n'a à son actif aucun film, indépendamment du groupe « Thirty Seconds to Mars », puisqu'il n'a réalisé que le clip du groupe. Mais son métier d'acteur et son rapport au cinéma lui permettent de réaliser des clips qui sortent de l'ordinaire, généralement scénarisés et à l'esthétique toujours très travaillée, ce qui amène ses clips à être quasiment des courts métrages. De même, plusieurs des clips réalisés par Bartholomew Cubbins comportent des génériques d'introduction ou de fin.
Cependant, plusieurs clips (et particulièrement ceux n'ayant pas de générique) ne sont pas attribués à Bartholomew Cubbins, mais il semble évident que Jared Leto en soit quand même le réalisateur.

### Documentaires réalisés
- Artifact (2012)
- Into The Wild (2014-2015)[22]
- Beyond the Horizon (2015)
- Great Wide Open (2016)

### Actions humanitaires
Jared Leto a profité de l'influence de Thirty Seconds to Mars pour diffuser des valeurs qui lui sont chères telles que la sauvegarde de l'environnement et l'aide humanitaire dont a toujours besoin Haïti après le séisme qui l'a ravagé. Grâce à son engouement et au message qu'il a fait passer à l'Echelon (communauté de « fans » du groupe Thirty Seconds to Mars), de nombreux dons ont pu être faits : à l'occasion de son 40e anniversaire, 75 000 arbres ont été offerts à Haïti, et il continue de promouvoir son Haïti Book, un album de photos prises lors de son voyage sur place, et dont la totalité des bénéfices sera reversée au pays, comme l'ont été les bénéfices du dernier concert de la tournée This is War, fin 2011. Son influence ne s'arrête pas là, puisque plusieurs sites et initiatives ont vu le jour en grande partie grâce à lui, tels que récemment, une vente de bracelets afin de récolter des fonds pour l'environnement, les sites A beautiful Lie et The Echelon House. Le 30 septembre 2014, Leto a présenté l'événement Haïti : The Journey is the Destination à New York, dont les bénéfices sont affectés à ceux qui ont souffert du tremblement de terre en 2010.
Le 8 juin 2011, lors d'un concert à la Maroquinerie, Jared Leto se fait photographier par Jean-Pierre Domingue lors d'une collaboration avec Kris Van Assche pour Misericordia, dont les fonds seront consacrés à la Croix-Rouge japonaise à la suite du tremblement de terre au Japon.
Le 11 février 2015, il devient officiellement un ambassadeur mondial du fonds mondial pour la nature WWF.

### Entrepreneuriat

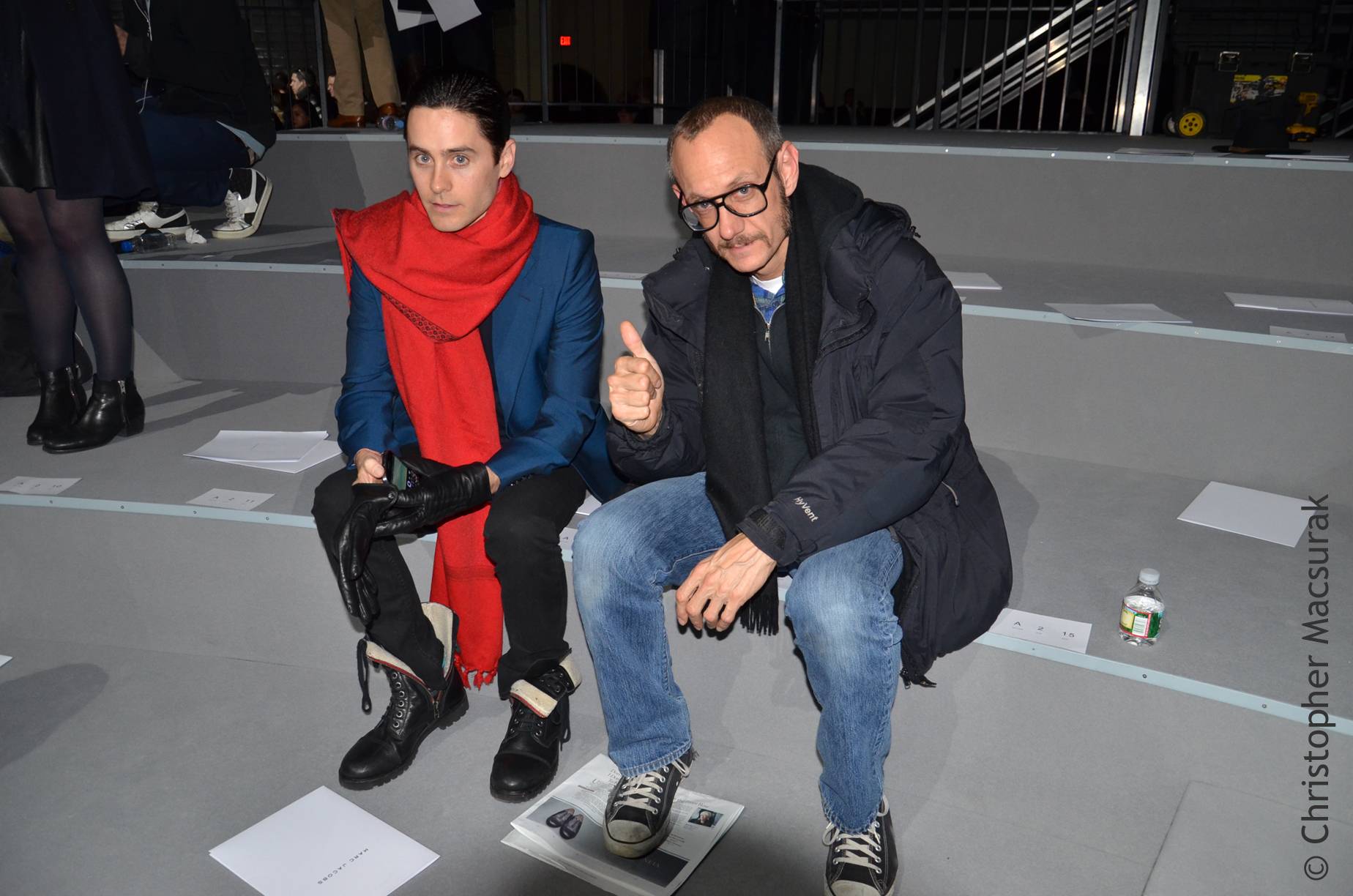
Jared Leto et Terry Richardson en 2012.

Du fait de la relation forte qu'entretient Thirty Seconds to Mars avec son public, Jared Leto a lancé une entreprise de gestion de contenus médias et de marketing numérique appelée The Hive. Elle est basée à Studio City, Los Angeles et se concentre sur la construction d'une communauté créative. Ces dernières années, de nombreux artistes comme Jessie J et Semi Precious Weapons ont fait appel à cette entreprise pour la réalisation graphique et la promotion de leurs albums.
En 2010, Jared Leto a lancé les "One & Only Golden Tickets", via une entreprise qui gère des services exclusifs pour des concerts, des festivals et des évènements. En 2013, l'entreprise est rebaptisée Adventures in Wonderland.
En 2011, Leto lance la plate-forme virtuelle VyRT. Elle crée un service de vidéos en ligne retransmises en direct, et dispose aussi d'un réseau social et des marchandises officielles. L'idée a germé dans la tête de Jared Leto à la suite de quelques expériences irritantes auxquelles il a dû faire face avec Thirty seconds To Mars pendant la retransmission en direct de leurs propres événements. En juin 2012, VyRT est récompensée du titre de la Meilleure Expérience de Concert En ligne aux O Music Awards.

### Vie privée
(octobre 2024).
Leto mène un mode de vie végétalien et soutient les droits des animaux. En 2008, il soutient la proposition californienne 2 concernant le traitement des animaux de ferme. Lors de l'élection présidentielle de 2008, Leto soutient Barack Obama. En 2012, il préside un événement Gen44, une campagne mise en place par Obama pour dynamiser les électeurs de moins de 40 ans. Leto est un militant des droits des homosexuels. En octobre 2009, il collecte des fonds pour la campagne contre la proposition californienne 8, créée par des opposants au mariage homosexuel pour annuler la décision de la Cour suprême de Californie qui avait légalisé le mariage homosexuel.[réf. nécessaire]
Il se prononce en faveur du groupe de défense des droits LGBT Freedom Action Inclusion Rights (FAIR). En mai 2012, il exprime son soutien après avoir appris que Barack Obama avait approuvé le mariage homosexuel.
En juin 2025, Jared Leto est accusé par neuf femmes d'inconduite sexuelle pour des faits remontant jusqu'à 2006 et certaines de ces personnes étant mineures au moment des faits.

## Filmographie

### Cinéma

#### Années 1990
- 1995 : Le Patchwork de la vie (How to Make an American Quilt) de Jocelyn Moorhouse : Beck
- 1996 : Le Dernier des grands rois (en) (The Last of the High Kings) de David Keating : Frankie Griffin
- 1997 : Prefontaine de Steve James : Steve Prefontaine
- 1997 : La Piste du tueur (Switchback) de Jeb Stuart : Lane Dixon
- 1998 : Basil de Radha Bharadwaj : Basil
- 1998 : Urban Legend de Jamie Blanks : Paul Gardener
- 1998 : La Ligne rouge (The Thin Red Line) de Terrence Malick : Lieutenant William Whyte
- 1999 : Black and White de James Toback : Casey
- 1999 : Fight Club de David Fincher : Gueule d'Ange
- 1999 : Une vie volée (Girl, Interrupted) de James Mangold : Tobias « Toby » Jacobs

#### Années 2000
- 2000 : American Psycho de Mary Harron : Paul Allen
- 2000 : Requiem for a Dream de Darren Aronofsky : Harry Goldfarb
- 2000 : Sunset Strip (en) de Adam Collis : Glen Walker
- 2001 : Sol Goode (en) de Danny Comden : Rock Star Wannabe (caméo non crédité - également coproducteur)
- 2002 : Highway de James Cox : Jack Hayes
- 2002 : Panic Room de David Fincher : Junior
- 2002 : Phone Game (Phone Booth) de Joel Schumacher : Bobby (scène coupée)
- 2004 : Alexandre (Alexander) d'Oliver Stone : Héphestion
- 2005 : Lord of War d'Andrew Niccol : Vitali Orlov
- 2006 : Cœurs perdus (Lonely Hearts) de Todd Robinson : Raymond Fernandez
- 2007 : Chapitre 27 (Chapter 27) de Jarrett Schaefer : Mark David Chapman (également producteur délégué)
- 2009 : Mr Nobody de Jaco Van Dormael : Nemo Nobody

#### Années 2010
- 2013 : Dallas Buyers Club de Jean-Marc Vallée : Rayon
- 2016 : Suicide Squad de David Ayer : le Joker
- 2017 : 2036: Nexus Dawn de Luke Scott : Niander Wallace (court-métrage)
- 2017 : Blade Runner 2049 de Denis Villeneuve : Niander Wallace
- 2018 : The Outsider de Martin Zandvliet : Nick Lowell (également producteur délégué)

#### Années 2020
- 2021 : Une affaire de détails (The Little Things) de John Lee Hancock : Albert Sparma
- 2021 : Zack Snyder's Justice League de Zack Snyder : le Joker
- 2021 : House of Gucci de Ridley Scott : Paolo Gucci
- 2022 : Morbius de Daniel Espinosa : Dr Michael Morbius / Morbius
- 2023 : Le Manoir hanté de Justin Simien : le fantôme à la boîte à chapeau
- 2025 : Tron: Ares de Joachim Rønning : Ares (également producteur)
- 2026 : Masters of the Universe de Travis Knight : Skeletor

### Documentaires
- 2003 : Hollywood High de Bruce Sinofsky : intervenant (télévision)
- 2005 : Hubert Selby Jr.: It/ll Be Better Tomorrow (en) de Michael W. Dean et Kenneth Shiffrin : intervenant
- 2006 : Armenian Genocide (The Armenian Genocide) d'Andrew Goldberg : le narrateur (voix - télévision)
- 2011 : Tourist Trophy : La Course de l'extrême (TT3D: Closer to the Edge) de Richard de Aragues : le narrateur (voix)
- 2012 : Artifact de lui-même : intervenant, réalisateur et producteur
- 2014-2015 : Into the Wild : intervenant, réalisateur et producteur (web-série)
- 2015-2018 : Beyond the Horizon : intervenant, réalisateur et producteur (web-série)
- 2015 : Jeremy Scott: The People's Designer (en) de Vlad Yudin : intervenant
- 2016 : Holy Hell de Will Allen : producteur délégué
- 2016 : Great Wide Open : intervenant, réalisateur et producteur (court-métrage)
- 2019 : A Day in the Life of America de lui-même : réalisateur et producteur

### Télévision

#### Séries télévisées
- 1992-1993 : Camp Wilder (en) : Dexter (saison 1, épisodes 12 et 14)
- 1993 : La Famille Torkelson (Almost Home) : Rick Aiken (saison 2, épisode 5)
- 1994-1995 : Angela, 15 ans (My So-Called Life) : Jordan Catalano (rôle principal)
- 2022 : WeCrashed : Adam Neumann, le cofondateur de WeWork (rôle principal)

#### Téléfilms
- 1994 : Cool and the Crazy de Ralph Bakshi : Michael

## Distinctions
| Année | Récompense                                                                                       | Titre                  | Reçue ? |
| ----- | ------------------------------------------------------------------------------------------------ | ---------------------- | ------- |
| 1999  | Satellite Award de la meilleure distribution                                                     | La ligne Rouge         | Oui     |
| 2001  | Online Film Critics Society Awards de la meilleure distribution                                  | Requiem for a Dream    | Non     |
| 2007  | Meilleure performance masculine au Festival de Zurich                                            | Chapitre 27            | Oui     |
| 2010  | Meilleure performance masculine au Puchon International Fantastic Film Festival                  | Mr. Nobody             | Oui     |
| 2013  | Meilleur Acteur Secondaire au Festival du film de Hollywood                                      | Dallas Buyers Club     | Oui     |
| 2013  | Meilleur acteur secondaire au New York Film Critics Circle Awards 2013                           | Dallas Buyers Club     | Oui     |
| 2013  | Meilleur Acteur dans un second rôle au Festival international du film de Santa Barbara           | Dallas Buyers Club     | Oui     |
| 2013  | Meilleur Acteur dans un second rôle au Boston Online Film Critics Association Awards 2013        | Dallas Buyers Club     | Oui     |
| 2013  | Meilleur Acteur dans un second rôle au Washington D.C. Area Film Critics Association Awards 2013 | Dallas Buyers Club     | Oui     |
| 2013  | Meilleur Acteur dans un second rôle au Detroit Film Critics Society Awards 2013                  | Dallas Buyers Club     | Oui     |
| 2013  | Meilleur acteur dans un second rôle au St. Louis Film Critics Association Awards 2013            | Dallas Buyers Club     | Oui     |
| 2013  | Meilleur acteur dans un second rôle au San Diego Film Critics Society Awards 2013                | Dallas Buyers Club     | Oui     |
| 2013  | Meilleur acteur dans un second rôle au Africain-American Film Critics Association Awards 2013    | Dallas Buyers Club     | Oui     |
| 2013  | Meilleur acteur dans un rôle secondaire au Austin Film Critics Association Awards 2013           | Dallas Buyers Club     | Oui     |
| 2013  | Meilleur Acteur dans un second rôle au Chicago Film Critics Association Awards 2013              | Dallas Buyers Club     | Oui     |
| 2013  | Meilleur acteur dans un second rôle au Dallas-Fort Worth Film Critics Association Awards 2013    | Dallas Buyers Club     | Oui     |
| 2013  | Meilleur acteur dans un second rôle au Black Film Critics Circle Awards 2013                     | Dallas Buyers Club     | Oui     |
| 2013  | Meilleur acteur dans un second rôle à l'EDA Awards 2013                                          | Dallas Buyers Club     | Oui     |
| 2013  | Meilleur acteur dans un second rôle au Florida Film Critics Circle Awards 2013                   | Dallas Buyers Club     | Oui     |
| 2013  | Meilleur acteur dans un second rôle au Houston Film Critics Society Awards 2013                  | Dallas Buyers Club     | Oui     |
| 2013  | Meilleur acteur dans un second rôle au Nevada Film Critics Society Awards 2013                   | Dallas Buyers Club     | Oui     |
| 2013  | Meilleur acteur dans un second rôle au Phoenix Film Critics Society Awards 2013                  | Dallas Buyers Club     | Oui     |
| 2013  | Meilleur acteur dans un second rôle au Southeastern Film Critics Association Awards 2013         | Dallas Buyers Club     | Oui     |
| 2013  | Meilleur acteur dans un second rôle au Toronto Film Critics Association Awards 2013              | Dallas Buyers Club     | Oui     |
| 2013  | Meilleur acteur dans un second rôle au North Texas Film Critics Association Awards 2014          | Dallas Buyers Club     | Oui     |
| 2013  | Meilleur Acteur dans un second rôle au Golden Globes 2014                                        | Dallas Buyers Club     | Oui     |
| 2013  | Meilleur acteur dans un second rôle au Screen Actors Guild Awards 2014                           | Dallas Buyers Club     | Oui     |
| 2013  | Meilleur acteur dans un second rôle au Satellite Awards 2014                                     | Dallas Buyers Club     | Oui     |
| 2013  | Meilleur acteur dans un second rôle au Independent Spirit Awards 2014                            | Dallas Buyers Club     | Oui     |
| 2013  | Meilleur acteur dans un second rôle au Oklahoma Film Critics Circle Awards 2014                  | Dallas Buyers Club     | Oui     |
| 2013  | Meilleur acteur dans un second rôle au Vancouver Film Critics Circle Awards 2014                 | Dallas Buyers Club     | Oui     |
| 2013  | Meilleur acteur dans un second rôle au Chlotrudis Awards 2014                                    | Dallas Buyers Club     | Oui     |
| 2013  | Oscar du meilleur acteur dans un second rôle                                                     | Dallas Buyers Club     | Oui     |
| 2013  | Meilleur acteur dans un second rôle au Boston Society of Film Critics Awards                     | Dallas Buyers Club     | Non     |
| 2013  | Meilleur acteur dans un second rôle au IGN Summer Movie Awards                                   | Dallas Buyers Club     | Non     |
| 2013  | Meilleur acteur dans un second rôle au San Francisco Film Critics Circle                         | Dallas Buyers Club     | Non     |
| 2013  | Meilleur acteur dans un second rôle au Utah Film Critics Association Awards                      | Dallas Buyers Club     | Non     |
| 2013  | Meilleur acteur dans un second rôle au Village Voice Film Poll                                   | Dallas Buyers Club     | Non     |
| 2013  | Meilleur acteur dans un second rôle au Australian Film Institute                                 | Dallas Buyers Club     | Non     |
| 2013  | Meilleur acteur dans un second rôle au Central Ohio Film Critics Association                     | Dallas Buyers Club     | Non     |
| 2013  | Meilleur acteur dans un second rôle au Gay and Lesbian Entertainment Critics Association         | Dallas Buyers Club     | Non     |
| 2013  | Meilleur acteur dans un second rôle au Georgia Film Critics Association                          | Dallas Buyers Club     | Non     |
| 2013  | Meilleur acteur dans un second rôle au Guardian Film Awards                                      | Dallas Buyers Club     | Non     |
| 2013  | Meilleur acteur dans un second rôle au International Cinephile Society Awards                    | Dallas Buyers Club     | Non     |
| 2013  | Meilleur acteur dans un second rôle au Iowa Film Critics Awards                                  | Dallas Buyers Club     | Non     |
| 2013  | Meilleur acteur dans un second rôle au London Critics Circle Film Awards                         | Dallas Buyers Club     | Non     |
| 2013  | Meilleur duo à l'écran au MTV Movie Awards                                                       | Dallas Buyers Club     | Non     |
| 2013  | Meilleur acteur dans un second rôle au National Society of Film Critics Awards                   | Dallas Buyers Club     | Non     |
| 2013  | Meilleur acteur dans un second rôle au Online Film Critics Society Awards                        | Dallas Buyers Club     | Non     |
| 2013  | Meilleur distribution au Screen Actors Guild Awards                                              | Dallas Buyers Club     | Non     |
| 2021  | Meilleur acteur dans un second rôle au Golden Globes                                             | Une affaire de détails |         |
| 2021  | Meilleur acteur dans un second rôle au Screen Actors Guild Awards                                | Une affaire de détails |         |

- Camerimage 2013 : Nomination pour la Meilleure vidéo musicale pour 30 Seconds to Mars: Up in the Air (2013)

## Voix françaises

### En France
| - Damien Witecka dans : - Urban Legend - Black and White - Cœurs perdus - Chapitre 27 - Une affaire de détails - House of Gucci - Mathias Kozlowski dans : - Le Patchwork de la vie - Le Dernier des grands rois (en) - Une vie volée - Paolo Domingo dans : - Suicide Squad - Zack Snyder's Justice League - Le Manoir hanté - Vincent Heden dans : - Dallas Buyers Club - Blade Runner 2049 | Et aussi - Tony Marot dans Angela, 15 ans - Stéphane Marais dans Fight Club - Denis Laustriat dans American Psycho - Christophe Lemoine dans Requiem for a Dream - Boris Rehlinger dans Panic Room - Emmanuel Garijo dans Highway - Emmanuel Guttierez dans Alexandre - Cédric Dumond dans Lord of War - Bernard Eylenbosch dans Mr Nobody - Valentin Merlet dans WeCrashed (série télévisée) - Glen Hervé dans Morbius |